# Berliner Schule (Elektronische Musik)
Berliner Schule (auch: Berlin School) ist eine Stilrichtung der elektronischen Musik, die sich Mitte der 1970er Jahre in Deutschland entwickelte. Der Name entstand durch den Hauptwirkungsort ihrer Vertreter – West-Berlin.
Sie ist neben der Düsseldorfer Schule eine der beiden Hauptstilrichtungen der deutschen elektronischen Musik ab Mitte der 1970er Jahre.

## Ursprünge
Wichtig für das Entstehen der Berliner Schule für elektronische Musik war das vom Schweizer Komponisten Thomas Kessler geleitete Elektronic Beat Studio Berlin in der Pfalzburger Straße 30, später in der Halensee-Grundschule in der Joachim-Friedrich-Straße. Hier probten Gruppen wie Agitation Free, Ash Ra Tempel und zu Beginn auch Tangerine Dream.
Schon 1969 kommentierte die Berliner Abendschau (SFB) in einem Beitrag über das Studio fast schon wegweisend über die sehr jugendliche Avantgarde-Band Agitation Free mit Ludwig Kramer (später Walpurgis) und Christopher Franke (danach Tangerine Dream): „Sie bemühen sich in der Weiterführung des Beat, die sie in der Elektronik sehen […] Weiter ist das nichts“. Später produzierten hier Gruppen wie Nina Hagen, Ideal, Neonbabies und Rammstein ihre ersten Alben.

## Vertreter

### Pioniere

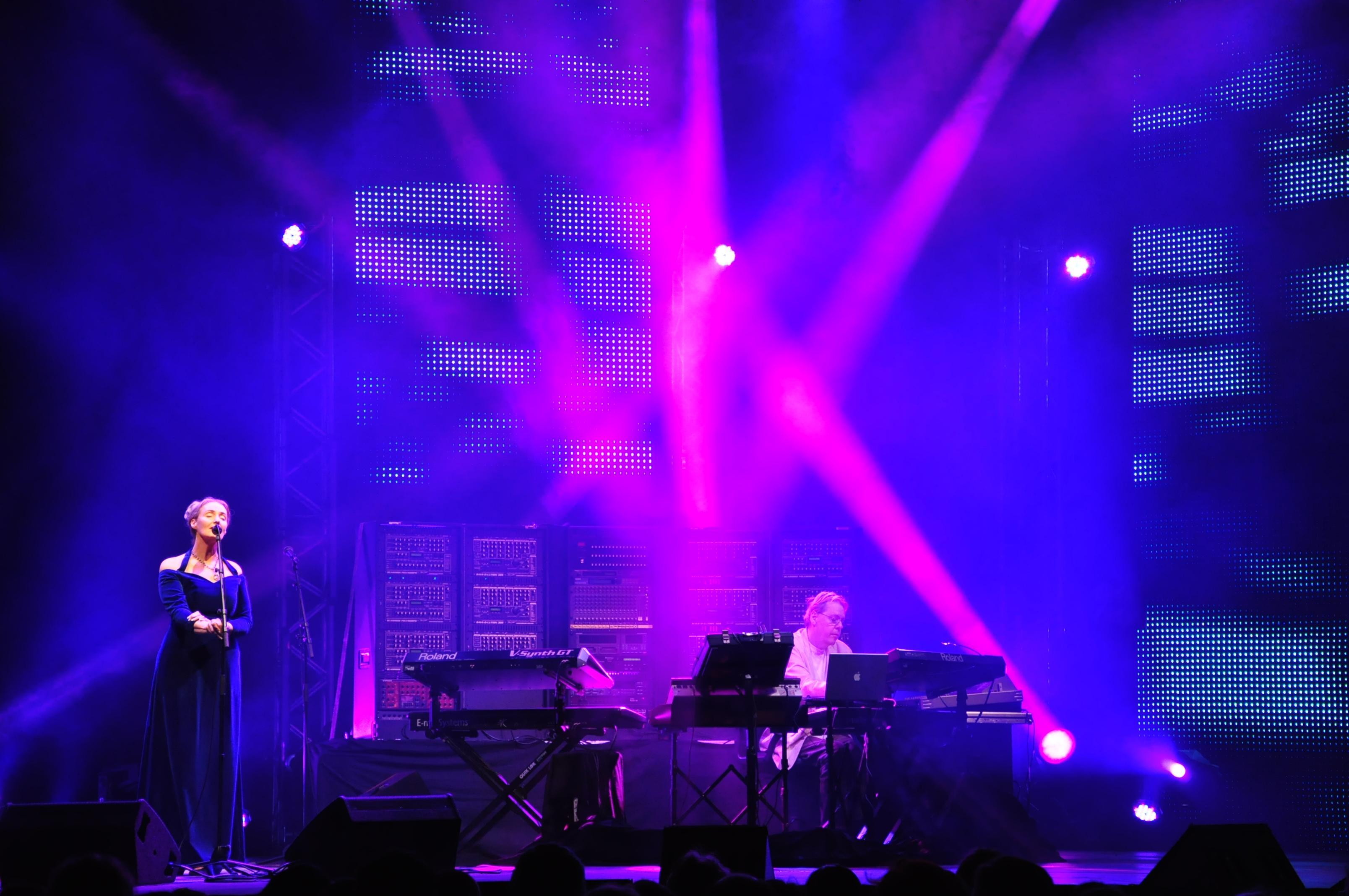
Klaus Schulze und Lisa Gerrard (2009)

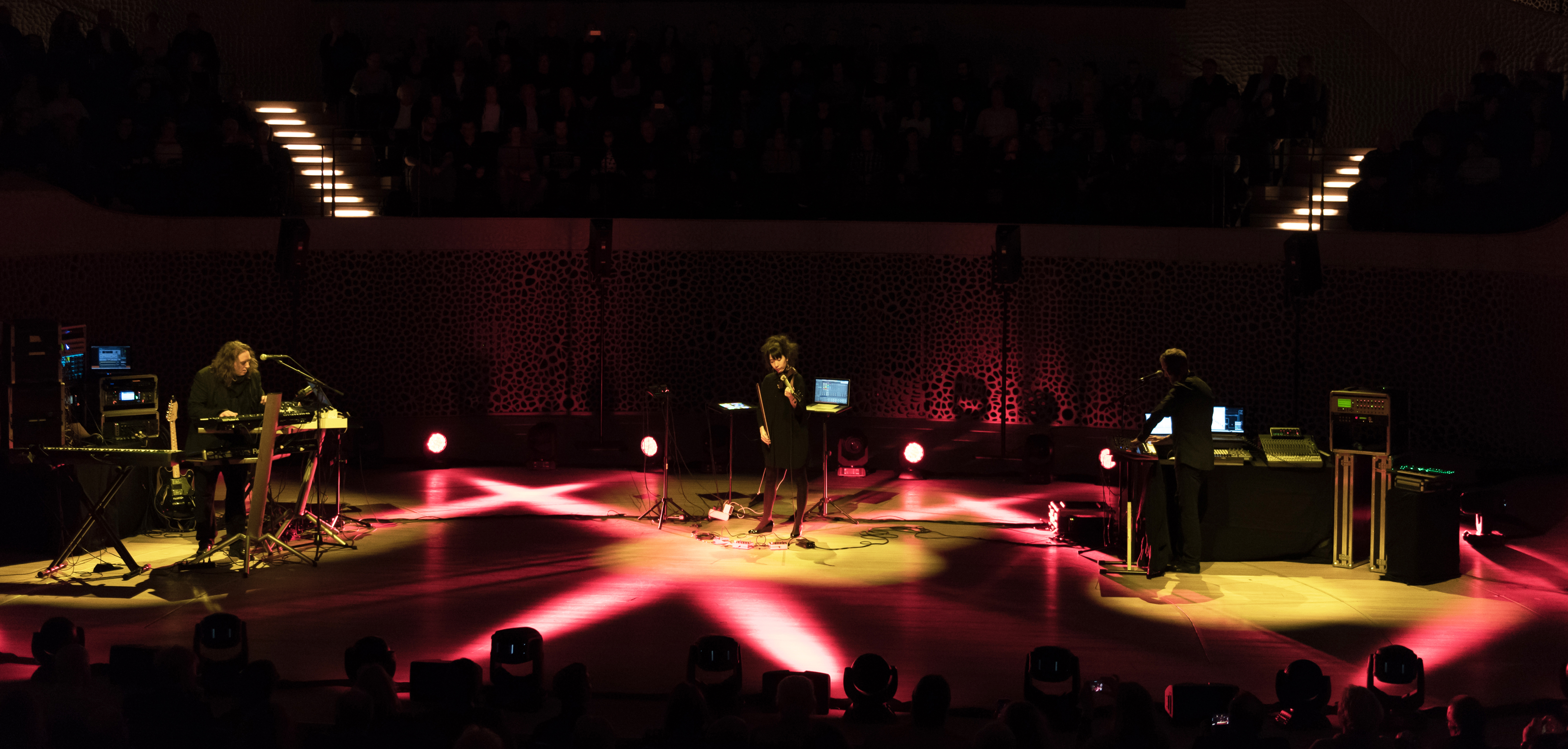
Tangerine Dream in der Elbphilharmonie Hamburg (2018) - Thorsten Quaeschning, Hoshiko Yamane, Ulrich Schnauss

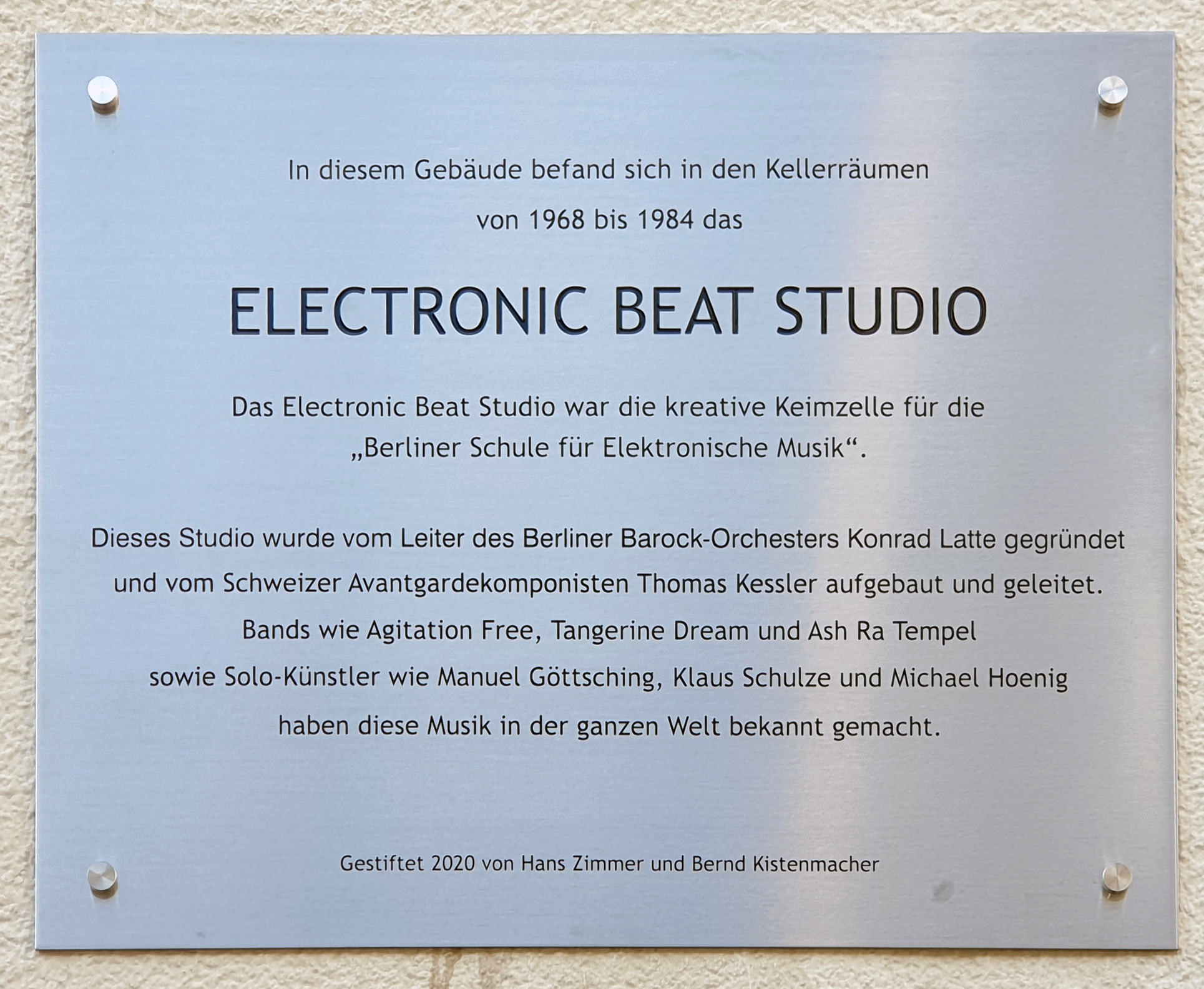
Gedenktafel am ehemaligen Electronic Beat Studio in Berlin-Wilmersdorf

Bekannte Vertreter sind oder waren in Berlin ansässige Künstler wie Klaus Schulze, Tangerine Dream (Gründungsmitglied Edgar Froese) und Günter Schickert sowie Bands wie Ash Ra Tempel (Ashra), Harmonia mit Dieter Mœbius, Hans-Joachim Roedelius; Michael Rother, Agitation Free mit Lutz Ludwig Kramer, Manuel Göttsching, Harald Grosskopf, Harald Nies, Robert Schroeder oder auch Michael Hoenig.
Es gab auch Interaktionen zur Düsseldorfer Schule. So war Conrad Schnitzler, Schüler des Objekt- und Aktionskünstlers Joseph Beuys, in den 1960er Jahren von Düsseldorf nach Berlin gekommen. Im Jahre 1970 bildete er zusammen mit Klaus Schulze und Edgar Froese die zweite Formation der Gruppe Tangerine Dream. Er besorgte im gleichen Jahr der Gruppe Kraftwerk den ersten Synthesizer.

### New Berlin School
Anfang der 1990er Jahre blühte der Stil, auch unter New Berlin School in Abgrenzung zu Berlin Old School, durch Künstler wie Bernd Kistenmacher, Mirko Lüthge, Frank Klare, Mario Schönwälder, Thomas Fanger, Detlef Keller, Rainbow Serpent, Uwe Saher, Frank Dorittke und weitere wieder auf. Eine Basis für die New Berlin School war die Club-Szene im wiedervereinigten Berlin.
Alte Pioniere der ersten Generation wie Klaus Schulze (2022 verstorben), Manuel Göttsching (auch 2022 verstorben), Manfred Böcking oder Bernhard Wöstheinrich führen den Stil bis heute fort.
Im Gegensatz zu Klaus Schulze verließ Tangerine Dream diesen Stil Anfang der 1980er Jahre und widmete sich mehr melodiöser elektronischer Popmusik bzw. New-Age-Musik. Diese Entwicklung war getragen durch eine hohe Popularität von Tangerine Dream, die bereits Mitte der 1970er Jahre einsetzte. In verschiedenen Formationen gewandelt, zitierten Tangerine Dream ab ca. 2016 in der Dreier-Besetzung Thorsten Quaeschning, Hoshiko Yamane, Ulrich Schnauss wieder die Berlin School und kehrten so zu ihren Wurzeln zurück.
Andere erfolgreiche, internationale Interpreten sind Radio Massacre International aus England, Free System Projekt, Dweller und René van der Wouden, Rene de Bakker, Gert Emmens, Ruud Heij und Bas Broekhuis aus den Niederlanden sowie The Nightcrawlers aus den USA.
Jüngere Vertreter der Berliner Schule sind Künstler wie Johan Tronestam, Norbert Hensellek (Cosmic Project), Thomas Bock (Realtime), Uwe Reckzeh, Fryderyk Jona, Air Sculpture (Johannes Cernota), Jörg Bialinska, Maciej Wierzchowski, Adelbert von Deyen sowie Gruppen wie Sequentia Legenda oder Kubusschnitt.

## Kennzeichen der Berliner Schule

### Stilrichtung
Der Stil zeichnet sich durch lange Stücke, sich wiederholende, dabei aber kontinuierlich modifizierte Strukturen (Sequenzen), sphärische Flächen, hypnotische Rhythmen und ausgeprägte Soli aus. Die Stilrichtung Berliner Schule zeichnet sich zudem durch eine enorme Experimentierfreudigkeit während des Spiels aus.

### Tonerzeugung
Wesentliches Stilmerkmal ist der Einsatz von Synthesizern und Mellotrons.
Es werden häufig programmierte Sequenzermuster verwendet, über denen Soli und atmosphärische Sounds improvisiert werden. Die Improvisationen dauern oft 20 Minuten und länger, so dass eine LP häufig nur ein Stück je Seite aufwies. Die Musik ist gekennzeichnet durch einen hohen Grad an spontaner Experimentierfreudigkeit während des Spielens, sowie durch Modulation der Klangfarbe, Grundton-Transpositionen und den Einsatz von Effektgeräten (hauptsächlich Delays) auch im metrischen Off. Günter Schickert hat auf den Einsatz von Synthesizern ganz verzichtet und ausschließlich Gitarrenklänge anhand von Effekten manipuliert oder bearbeitet (Samtvogel, 1974). Tengri Lethos hat die Techniken von Arnold Schönberg (Dodekaphonie) mit der Heptaphonie verbunden und durch Funktionen wie Intervalltransformation und Scalegliding verfeinert. Gleichzeitig verwendete er Techniken wie Mozarts Musikalisches Würfelspiel zur Erzeugung neuer Kompositionen.
Die digitale Aufnahmetechnik setzte etwa ab 1986 ein. Die früher analog erzeugten elektronischen Klänge können heute digital erzeugt, reproduziert, gespeichert, modular zusammengesetzt, variiert und geloopt werden. Die heute günstigen „Produktionsmittel“ ermöglichen eine Verbreitung in der Künstlerszene. Dies läutete die gegenwärtige „dezentralisierte Ära“ ein.

## Festivals
- Ricochet Gathering Festival 2010, Oktober 2010, Rathaus Schöneberg, Berlin[2]

## Musikverlage
Das Berliner Label Manikin Records und die Eifeler Labels SynGate und MellowJet Records bieten diverse Künstler an, die sich der Berliner Schule auch noch heute verpflichtet fühlen.

## Wirkung
Viele aus der Berliner Schule entwickelte Ideen wurden in Musikformen wie Electronic Dance Music, Ambient Music, Trance und Goa-Trance aufgegriffen. Die Berliner Schule beeinflusste auch den späteren Krautrock.

## Beispiele
- Klaus Schulze: Moondawn (1976)
- Klaus Schulze: The Theme: The Rhodes Elegy (Contemporary Works II - No. 1) (2000)
- Klaus Schulze: Big in Japan (2010)
- Klaus Schulze: Live at KlangArt (2001)
- Klaus Schulze: U.S.O. Privée (Contemporary Works I - No. 4) (2000)
- Tangerine Dream: Phaedra (1973)
- Tangerine Dream: Rubycon (1975)
- Tangerine Dream: Stratosfear (1976)
- Tangerine Dream: Coldwater Canyon (1977)
- SYNCO (Lüthge&Klare): Evolution of Events
- Tengri Lethos: Surrealistic Pictures
- Tengri Lethos: River of Time
- Detlef Keller: Faces (2005)
- Radio Massacre International: Organ Harvest Pt. 1 (2016)
- Bernd Kistenmacher: Head-Visions (2015)
- Bernhard Wöstheinrich: Elsewhere (2018)
- Moonbooter: Both Sides of the Moon (2019)
- Wolff: Laut (2001)